# Saint-Frégant
Saint-Frégant (bretonisch Sant-Fregan) ist eine französische Gemeinde im Département Finistère mit 870 Einwohnern (Stand 1. Januar 2022). Die Bewohner werden Saint-Fréganais und Saint-Fréganaises genannt.

## Geografie
Saint-Frégant befindet sich im Nordwesten der Bretagne nur wenige Kilometer südlich der Atlantikküste.
Lesneven liegt 5 Kilometer südöstlich, Brest 25 Kilometer südsüdwestlich und Paris etwa 480 Kilometer östlich.

## Verkehr
Bei Landerneau und Brest befinden sich die nächsten Abfahrten an der Schnellstraße E 50 (Rennes-Brest) und Regionalbahnhöfe an den Bahnlinien Brest-Rennes und Brest-Nantes.
Der Regionalflughafen Aéroport de Brest Bretagne liegt circa 20 Kilometer südlich.

## Bevölkerungsentwicklung
| Jahr                       | 1962 | 1968 | 1975 | 1982 | 1990 | 1999 | 2009 | 2017 |
| Einwohner                  | 757  | 678  | 626  | 583  | 578  | 546  | 670  | 823  |
| Quellen: Cassini und INSEE |      |      |      |      |      |      |      |      |

## Sehenswürdigkeiten
Siehe: Liste der Monuments historiques in Saint-Frégant
- Herrenhaus im Weiler Penmarch, erbaut 1540, Hauptgebäude und frei stehender Turm sind seit 1932 als Monument historique eingeschrieben
- Herrenhaus im Weiler Lesvern aus dem 15. Jahrhundert, seine kleine Getreidemühle gilt als eine der ältesten der Bretagne; Fassaden und Dächer des Herrenhauses und der Mühle sind seit 1971 als Monument historique eingeschrieben
- Reste einer gallorömischen Villa rustica aus dem zweiten bis vierten Jahrhundert n. Chr., seit 2000 als Monument historique eingeschrieben
- Kirche Saint-Guénolé aus dem 18. Jahrhundert
- Calvaire, 1443 errichtet und einer der ältesten des Finistère

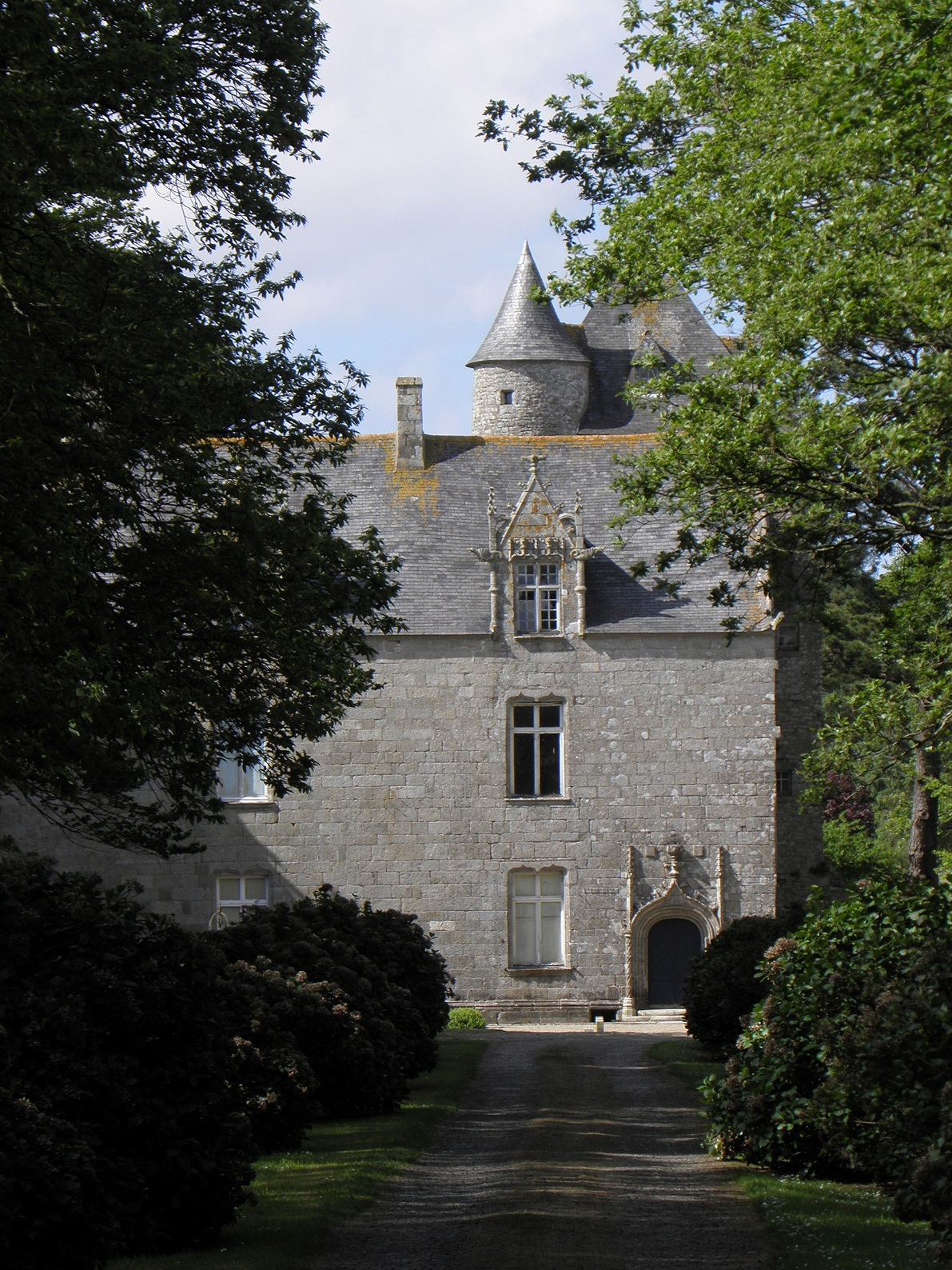
Herrenhaus im Weiler Penmarch
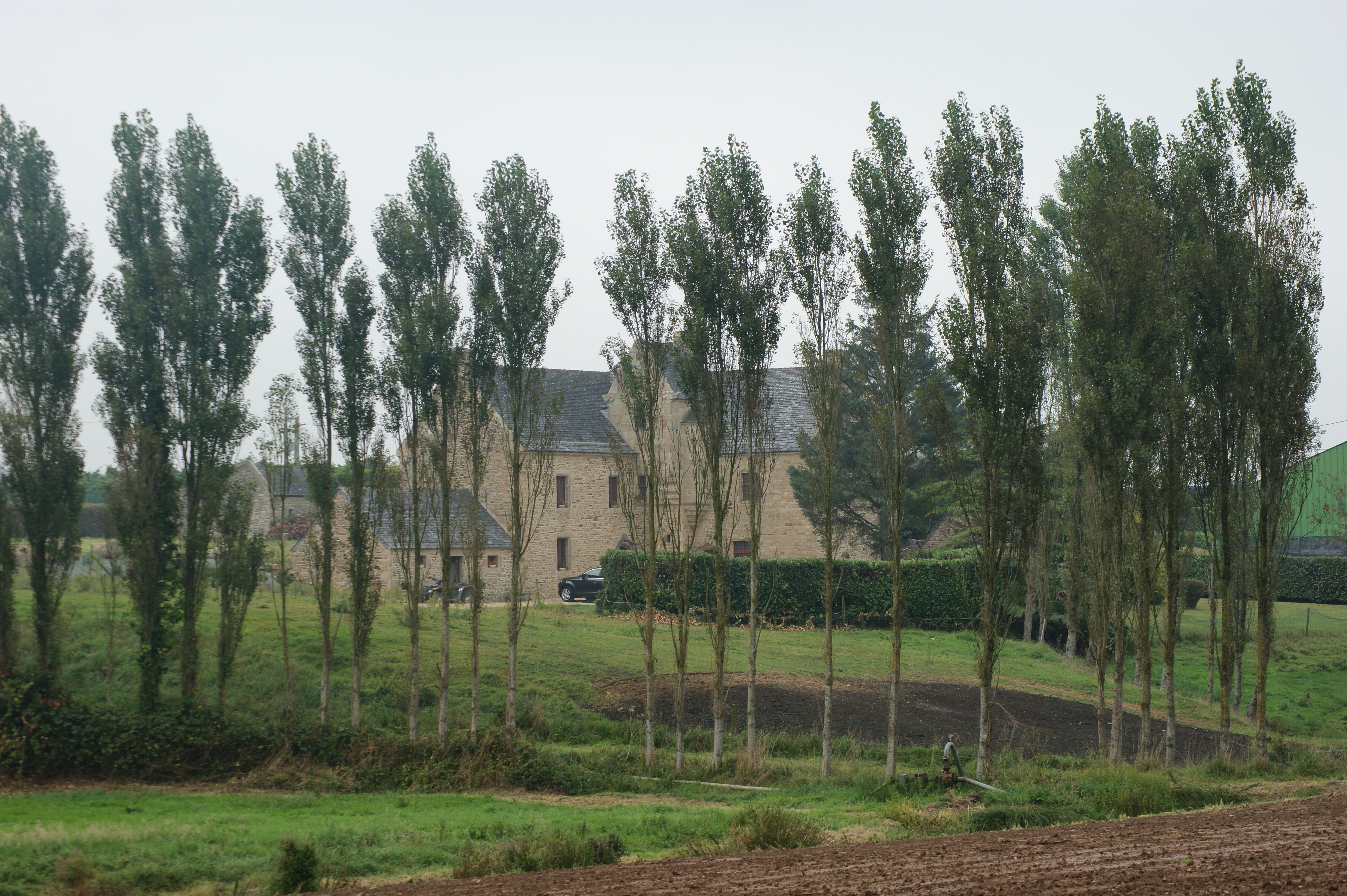
Herrenhaus im Weiler Lesvern
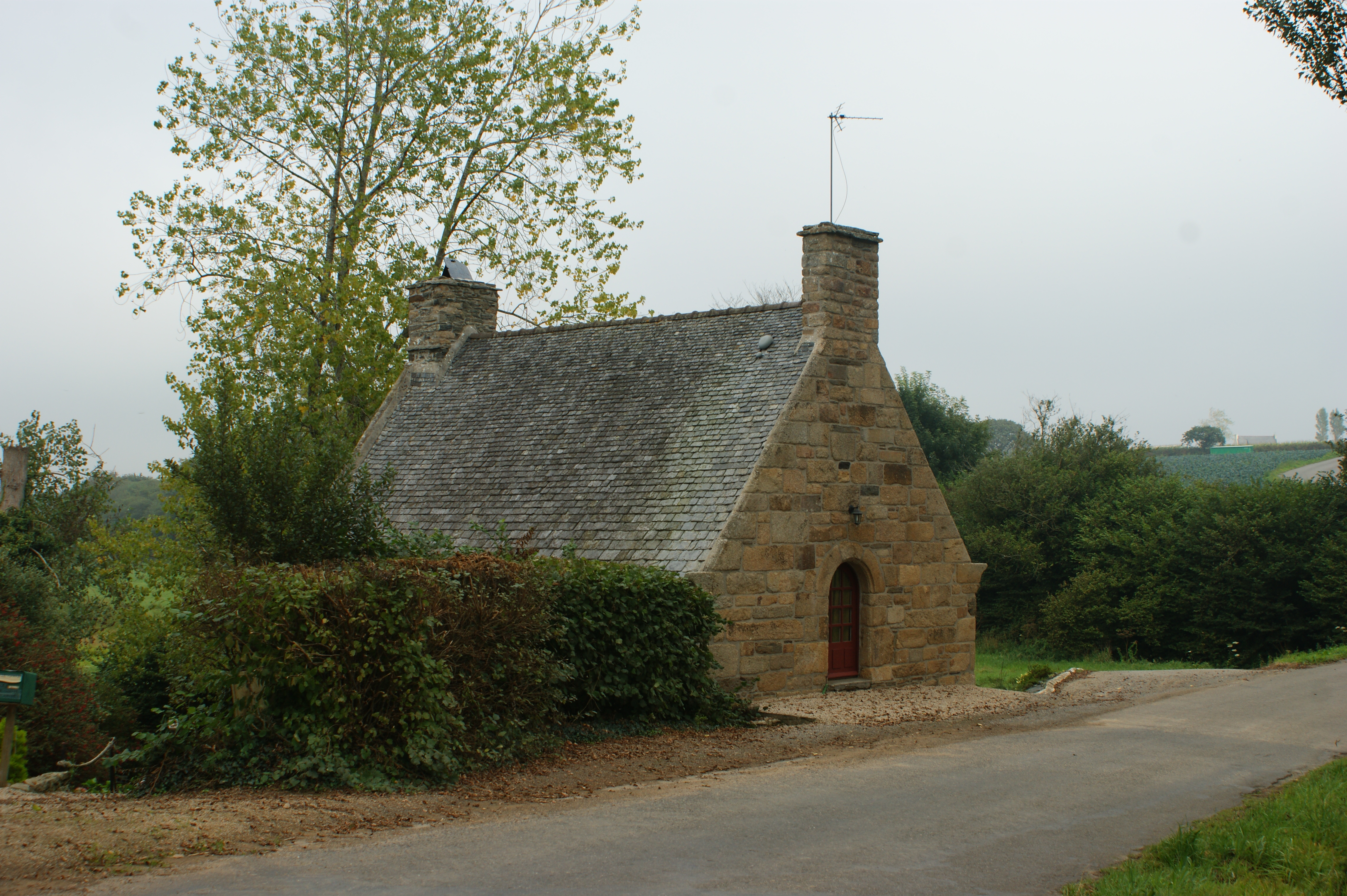
Mühle des Herrenhauses Lesvern
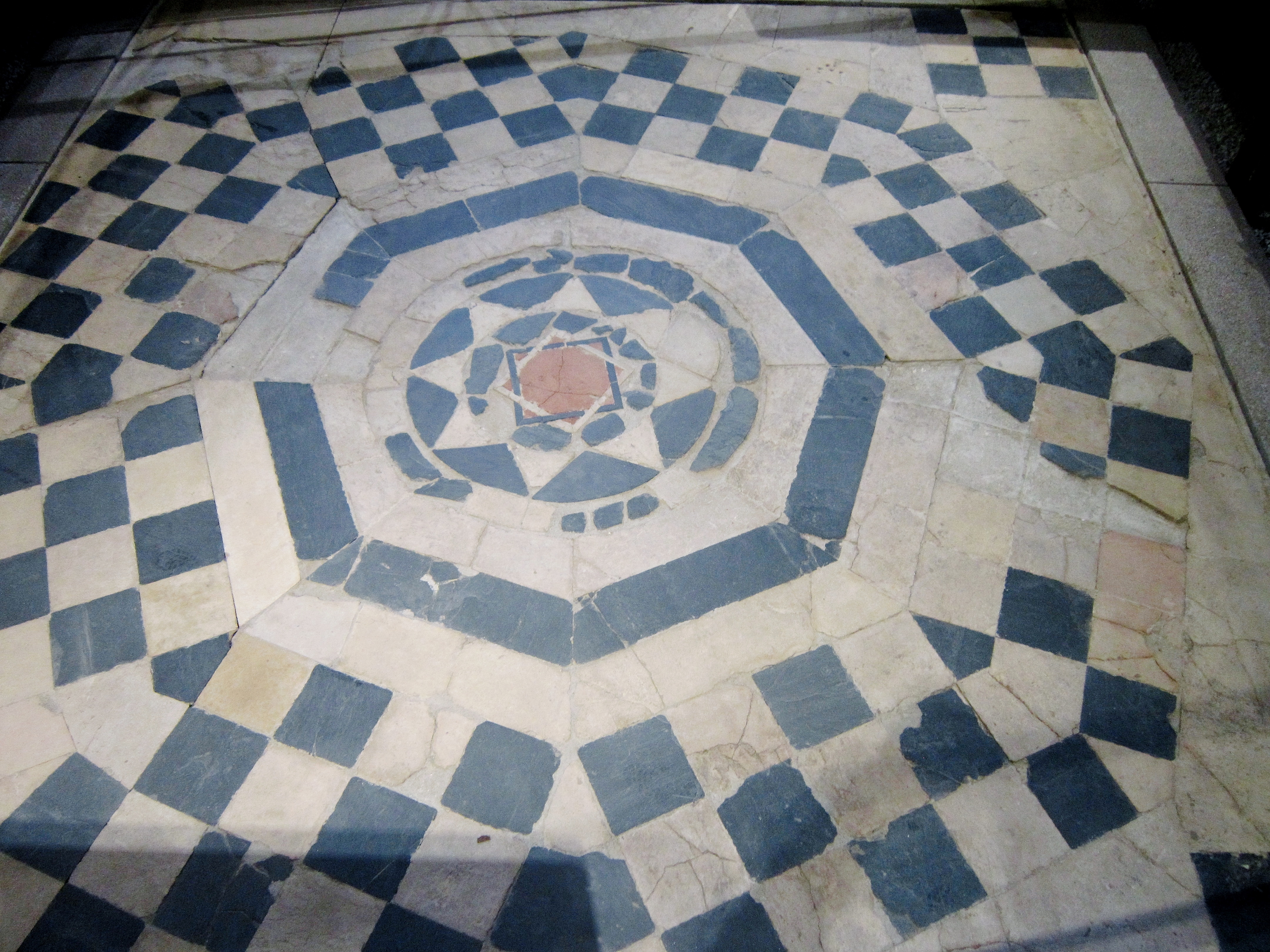
Fußbodenmosaik der gallorömischen Villa